# Anatole Bartholoni
Pour les articles homonymes, voir Bartholoni.
Anatole César Alexandre Bartholoni, né le 22 août 1822 à Versailles et décédé le 8 novembre 1902 au château de Coudrée (Sciez), est un banquier-homme d'affaires et un homme politique français.

## Biographie

### Famille
Anatole Bartholoni naît le 22 août 1822, à Versailles. Il est issu d'une famille noble italienne, protestante,, qui s'est installée à Genève au XVIe siècle, puis Lyon et Paris. Son père, François Bartholoni, était administrateur de la Compagnie du chemin de fer de Lyon à la Méditerranée.
Il épouse le 13 mars 1854 à Paris, Marie-Thérèse Fraser Frisell (1833-1910), filleule de Chateaubriand. D'une grande beauté, elle est dame d'honneur aux Tuileries de la princesse Julie Bonaparte. Le couple a trois filles.
L'aînée, Marie Jeanne Françoise (1856-1943), devient l'amie intime de Winnaretta Singer et de Léon Delafosse ; la deuxième, Marie Thérèse Constance (1857-1933), épouse Georges Jean Louis Marie, comte de La Bédoyère, fils de Georges Huchet de La Bédoyère (1814-1867, député et sénateur du Second Empire). Leur dernière fille, Eugénie-Louise dite « Kiki » (1873-1951), eut pour marraine l'Impératrice et Marcel Proust comme courtisan,.
Il fait acquisition du château de Coudrée, à Sciez, en 1856. Il possède par ailleurs un hôtel particulier, au numéro 55, rue de Verneuil, à Paris.
Son neveu, René Bartholoni, sera député de la Haute-Savoie en 1919.

### Carrière
Il est le candidat officiel dans la circonscription de Thonon-Bonneville en 1860. En 1862, il est élu conseiller général du canton d'Abondance, il restera en place jusqu'en 1871. Il est réélu en 1963. Aux élections de 1869, François Bouvier d'Yvoire, le candidat catholique libéral, l'emporte grâce au soutien du candidat républicain, Jules Favre, qui se désiste en sa faveur au second tour,.
À la suite de la chute du Second Empire, il est administrateur de la Compagnie du chemin de fer de Paris à Orléans, de la Société générale, vice-président de la Société des forges et chantiers de la Méditerranée ou encore président de la compagnie d'assurance la Providence. 
En 1876, il se présente comme candidat dans le VIIe arrondissement de Paris. Il devient conseiller municipal de Paris (1880-1887).
Anatole Bartholoni meurt le 8 novembre 1902, dans son château de Coudrée, situé à Sciez, ville dont il fut maire.

## Décoration
- Chevalier de la Légion d'honneur, le 15 août 1863[13].
- Chevalier de l'ordre espagnol de Charles III[13]